# Sarrià de Ter
Sarrià de Ter és un municipi de la província de Girona, a la comarca del Gironès i forma part de l'àrea urbana de la ciutat de Girona, a Catalunya.

## Geografia
- Llista de topònims de Sarrià de Ter (Orografia: muntanyes, serres, collades, indrets..; hidrografia: rius, fonts...; edificis: cases, masies, esglésies, etc).

El municipi de Sarrià limita al nord amb el de Sant Julià de Ramis; al sud i a l'est, amb el de Girona; i a l'oest, amb el de Sant Gregori. El seu emplaçament geològic i estructural resulta singular perquè pràcticament hi conflueixen la Serralada Transversal Catalana, la Serra de les Gavarres, la depressió neògena de la Selva i el corredor que comunica aquesta depressió amb la fossa de l'Empordà. L'extensió del municipi és relativament reduïda, i ocupa una superfície lleugerament superior als 4 km² (4,16 km²).

## Història
El nucli més antic de poblament del municipi és Sarrià de Dalt, situat a la riba esquerra de la riera de Xuncla. Les cases que envolten l'església de Sant Pau i el poblament rural dispers a l'oest del terme van ser l'origen del municipi a partir del segle xii. Ja a finals del segle xvii i primers del xviii es començà a constituir el nucli de Sarrià de Baix al costat del camí de Girona a Perpinyà que travessava el riu Ter. L'actual carrer Major és l'eix resultant d'aquell procés paral·lel al riu Ter.
Parlar de Sarrià de Ter és parlar del procés d'industrialització que va experimentar gairebé tot Catalunya durant la segona meitat del segle xix. La primera fàbrica que hi va haver a Sarrià va ser fundada per Felip Flores i Brugada, que fou l'impulsor de tota la maquinària necessària per a l'obtenció de pasta per a fabricar paper, l'any 1869. Al principi del nou segle xx el procés d'industrialització anava endavant, es formaven societats mercantils i recreatives i, pel que fa a la indústria paperera, Sarrià ocupava un lloc destacat per la seva producció.
Fins a la publicació del Reial Decret de 27 de juny de 1916 el municipi es deia simplement Sarrià.
El 1815 es crea al veïnat de Sarrià de Baix, una parròquia independent del nucli de Sant Pau, que finalment esdevé cap del municipi de Sarrià de Ter. En aquesta època, la plana de la riba del Ter encara era un gran pla agrícola del qual resta record als actuals topònims del poble: pla de l'Horta, dels Vinyers o de Baix. La construcció de la carretera N-II, els anys 50, va suposar la progressiva urbanització de nous carrers en direcció a ponent, amb habitatges i zones industrials. La paperera Torras Hostench SA fou un dels nuclis d'urbanització importants, promotor també del nou "Sarrià de Dalt", construït els anys 50 annex a les seves zones industrials.
L'any 1976 Sarrià de Ter, que comptava ja amb una població de 4.000 habitants, va ser annexionada a la ciutat de Girona. Amb la constitució dels nous ajuntaments democràtics l'any 1979, Sarrià va recuperar la seva independència municipal.

## Economia
L'activitat agrícola va anar desapareixent progressivament durant el segle xix després de la construcció en el terme municipal d'una fàbrica de pasta de paper. Durant el segle xx, l'activitat industrial, especialment la dedicada a fabricació i manipulació del paper, va passar a ser la principal font d'ingressos del municipi.

## Llocs d'interès
- Parròquia de Nostra Senyora de la Misericòrdia, al nucli de Sarrià de Baix. Temple iniciat cap al 1800, Edifici de Rafael Masó
- Edifici del Coro. Situat al carrer Major, aquest edifici modernista, també de Rafael Masó, compta amb un petit auditori i fou utilitzat antigament com a ateneu.
- Conjunt històric-arquitectònic del carrer Major. El carrer Major de Sarrià té els seus orígens com a camí Reial de Girona a Perpinyà. Les referències dels seus hostals als escrits del Baró de Maldà i el pas més recent del carrilet de Banyoles li atorguen entitat per a figurar com a conjunt patrimonial del municipi.
- Torre de l'aigua dels cinemes. Situada al carrer Firal.
- Fàbriques i tallers del carrer Josep Flores. Al principi del carrer Josep Flores hi ha diversos tallers i una fàbrica, Can Mitjans, amb xemeneia de totxo associats al canal i a la resclosa sobre el Ter. Aquests elements son testimoni dels orígens industrials de Sarrià.
- Masia de Sant Ferriol. Situada entre els barris del Pla de l'Horta i de Sarrià de Dalt, al peu d'un antic camí de ferradura. Es tracta d'una gran masia de 3 plantes, amb portes de mitja volta i un badiu annex en pedra.
- Parròquia de Sant Pau de Sarrià. Al nucli de Sarrià de Dalt. Documentada del segle xi, com a possessió del monestir de Sant Pere de Galligants (Girona). El 1698 era lloc reial.
- Molí d'en Xuncla. Situat a la sortida de Sarrià, havia aprofitat l'aigua de la riera del mateix nom.
- Masia de Can Camós. Testimoni del passat rural de Sarrià, disposa d'algun portal i finestres de gran interès.
- Vila Romana.
- Escoles Municipals de Sarrià de Ter. Inclosa a l'Inventari del Patrimoni Arquitectònic de Catalunya. Van ser realitzades al 1910 per Rafael Masó i Valentí.

## Demografia
En l'actualitat té una població de 5.114 habitants (INE 2018).
| 1497 f | 1515 f | 1553 f | 1717 | 1787 | 1857 | 1877  | 1887 | 1900 | 1910 |
| ------ | ------ | ------ | ---- | ---- | ---- | ----- | ---- | ---- | ---- |
| 16     | 18     | 24     | 118  | 546  | 831  | 1.018 | 954  | 936  | 991  |

| 1920  | 1930  | 1940  | 1950  | 1960  | 1970  | 1981 | 1990  | 1992  | 1994  |
| ----- | ----- | ----- | ----- | ----- | ----- | ---- | ----- | ----- | ----- |
| 1.033 | 1.176 | 1.134 | 1.258 | 1.821 | 2.471 | -    | 3.403 | 3.247 | 3.247 |

| 1996  | 1998  | 2000  | 2002  | 2004  | 2006  | 2008  | 2010  | 2012  | 2014  |
| ----- | ----- | ----- | ----- | ----- | ----- | ----- | ----- | ----- | ----- |
| 3.032 | 3.139 | 3.457 | 3.730 | 3.930 | 4.065 | 4.320 | 4.596 | 4.790 | 4.937 |

| 2016  | 2018  | 2020  | 2022  | 2024  | 2026 | 2028 | 2030 | 2032 | 2034 |
| ----- | ----- | ----- | ----- | ----- | ---- | ---- | ---- | ---- | ---- |
| 5.035 | 5.114 | 5.229 | 5.294 | 5.392 | -    | -    | -    | -    | -    |

El 1981 s'incorpora a Girona i es desagrega el 1986.

## Personatges destacats
- Emília Xargay i Pagès (Sarrià de Ter, 1927 - l'Escala, 2002), pintora, ceramista i escultora.
- Patrici Tixis Padrosa (Sarrià de Ter, 1961), periodista, president des de 2015 del Gremi d'Editors de Catalunya i de la Cambra del Llibre de Catalunya.
- Enric Xargay Llaona (Sarrià de Ter, 1964), pilot d'automobilisme.
- Carles Torrent Tarrés (Sarrià de Ter, 1974), ciclista guanyador d'una medalla olímpica als Jocs Olímpics d'Atenes 2004.
- Roger Torrent i Ramió (Sarrià de Ter, 1979), polític i president del Parlament de Catalunya entre 2018 I 2021.
- Jordi Ribera i Romans (Sarrià de Ter, 1963), Entrenador de la Selecció Nacional d'handbol